# Dan Bilzerian
Dan Bilzerian, nume la naștere Dan Brandon Bilzerian (n. 7 decembrie 1980, Tampa, Florida, SUA) este un jucător profesionist de poker, cunoscut pentru contul său de Instagram în care își etalează averea.